# Die Geburt der Venus
Die Geburt der Venus  è un film del 1917 diretto da Georg Alexander che appare anche come produttore insieme alla protagonista femminile del film, l'attrice norvegese Aud Egede-Nissen. Il soggetto si deve al commediografo tedesco Georg Kaiser.

## Produzione
Il film fu prodotto dalla Egede-Nissen-Film Comp. mbH (Berlin).

## Distribuzione
Il film uscì nelle sale tedesche nel marzo 1917.